# 毛序西风芹
毛序西风芹（学名：Seseli eriocephalum）是伞形科西风芹属的植物。分布于俄罗斯以及中国大陆的新疆等地，多生在潮湿地方以、盐碱地及丛林石头边，目前尚未由人工引种栽培。